# Блистави плавац
Блистави плавац (лат. Plebejus argyrognomon) врста је лептира из породице плаваца (лат. Lycaenidae).

## Опис врсте
За разлику од идиног плавца, код мужјака наранџаста линија са доње стране крила је изражена и иде све до врха предњих крила. Троуглићи који окружују наранџасту линију на доњим крилима су тупи и подебљани.
- Plebejus a. argyrognomon ♂

## Распрострањење и станиште
Среће се на заклоњеним ливадама. Има га у целој Европи.

## Биљке хранитељке
Основна биљка хранитељка је ајчица (Coronilla varia).